# Bichon frise
Bichon frisé – jedna z ras psów, należąca do grupy psów do towarzystwa, zaklasyfikowana do sekcji biszonów i ras pokrewnych. Według klasyfikacji FCI nie podlega próbom pracy. i jest uznany za rasę francusko-belgijską. Zgodnie z klasyfikacją amerykańską, należy do grupy psów użytkowych.

## Rys historyczny
Pod koniec średniowiecza był dobrze znany we Włoszech i Francji. Na Teneryfę został sprowadzony przez Hiszpanów. W 1934 roku ustalono wzorzec rasy. Współcześnie cieszy się popularnością m.in. w Stanach Zjednoczonych i w Wielkiej Brytanii jako pies rodzinny. Wyglądem jest zbliżony do swojego krewniaka biszona bolońskiego.

## Charakterystyka

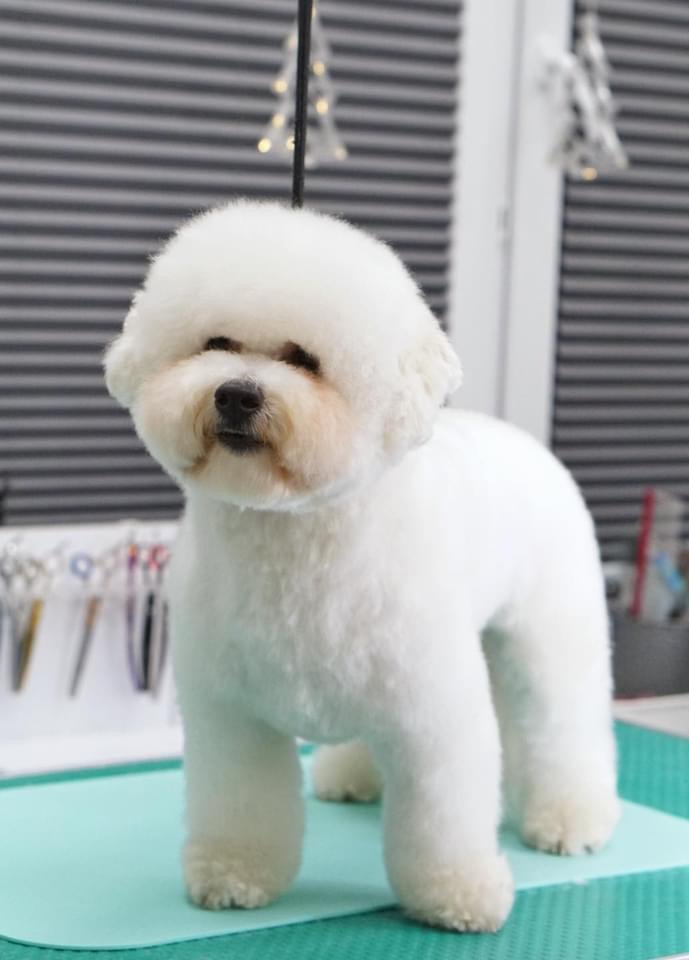
W dbaniu o kondycje sierści i skóry psa ważna jest regularność. Powinno się już od wieku szczenięcego wprowadzać regularne zabiegi czesania, a przy osobniku 6-8 miesięcy należy powoli rozważać strzyżenie

Bichon frisé ma radosne usposobienie i jest dość temperamentny. Porusza się żwawo. Ma kufę średniej długości. Jego sierść jest długa i przypomina futro kozy mongolskiej. Głowę trzyma wysoko oraz dumnie podniesioną. Oczy psa według wzorca rasy powinny być bezwzględnie ciemne oraz posiadać zewnętrzne, ciemne obwódki. Oczy biszona nie powinny mieć widocznych białkówek. U psów tej rasy występuje zgryz nożycowy, tzn. siekacze żuchwy zachodzą na siekacze szczęki, tak, że ich przednia ściana opiera się lekko o tylną ścianę górnych siekaczy. Szyja jest dość długa: powinna stanowić około 1/3 długości tułowia.
Przynależność do rasy bezwzględnie wyklucza występowanie:
- różowego nosa
- cielistych warg
- prognatyzmu (tyłozgryz – przodozgryz) rozwiniętego w takim stopniu, że siekacze się ze sobą nie stykają
- jasnych oczu
- ogona zawiniętego lub skręconego spiralnie
- czarnych plam na szacie (nie mylić z ciemną pigmentacją skóry pod białą szatą – ciemna pigmentacja skóry jest cechą pożądaną).

Wbrew niektórym poglądom, nie istnieje odmiana tej rasy o brązowej sierści. Mimo że niski wzrost (max. 30 cm) jest pożądany, to nie istnieje również odmiana „małego” bichona frisé.

## Pielęgnacja

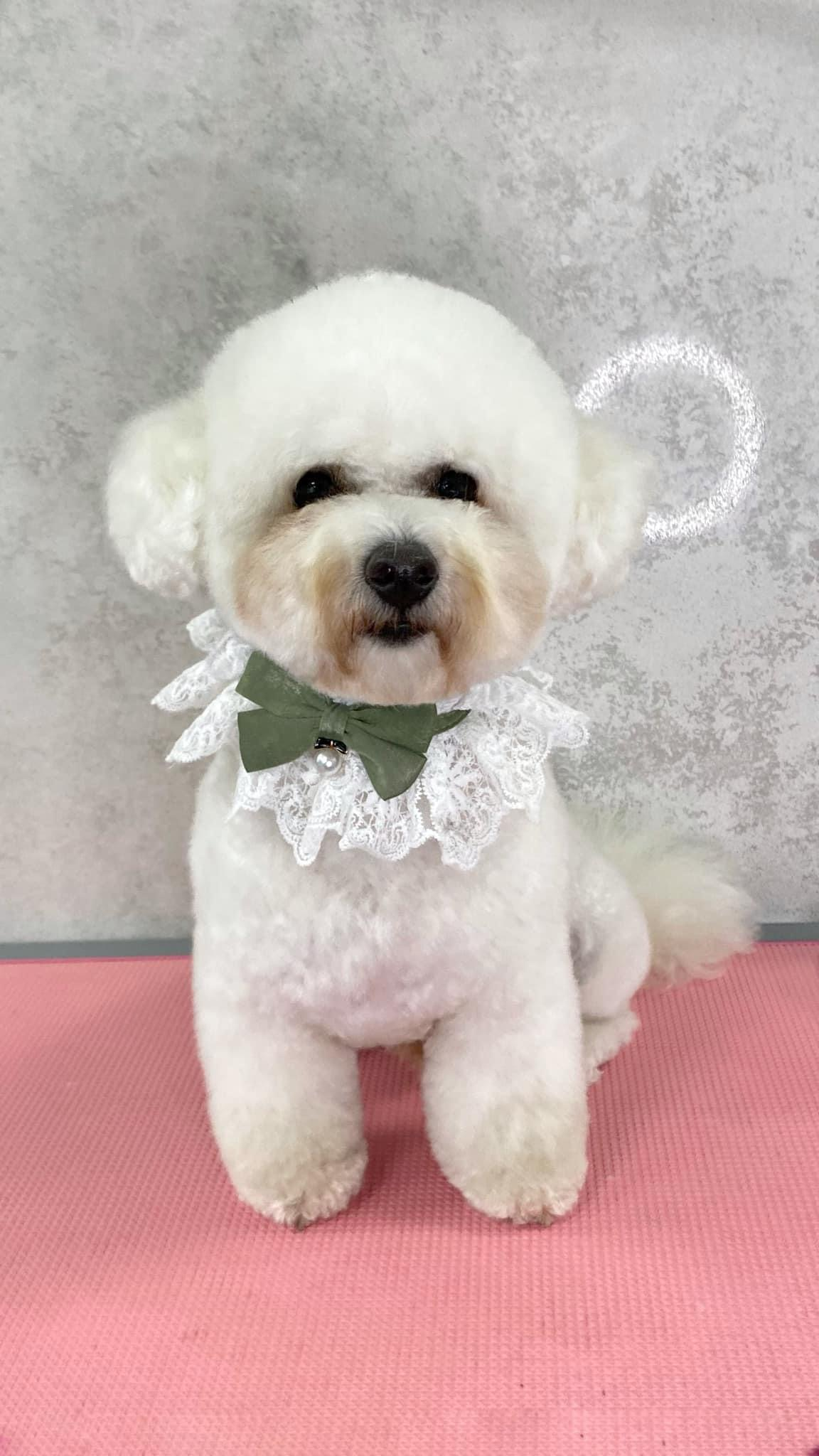
Dwuletni bichon frisé po wizycie u groomera

Należy zauważyć, że psy tej rasy nie linieją, z czego wynika również konieczność podcinania włosów, najlepiej co około 4 tygodnie. Powinno się stosować jedynie preparaty, które są przeznaczone dla psów tej rasy oraz są delikatne – nie powodują podrażnień bądź reakcji alergicznych u psa.
Ważne jest regularne szczotkowanie psa ze względu na podatność włosów na tworzenie się kołtunów. Taki zabieg powinno się przeprowadzać 2-3 razy w tygodniu (najlepiej codziennie).

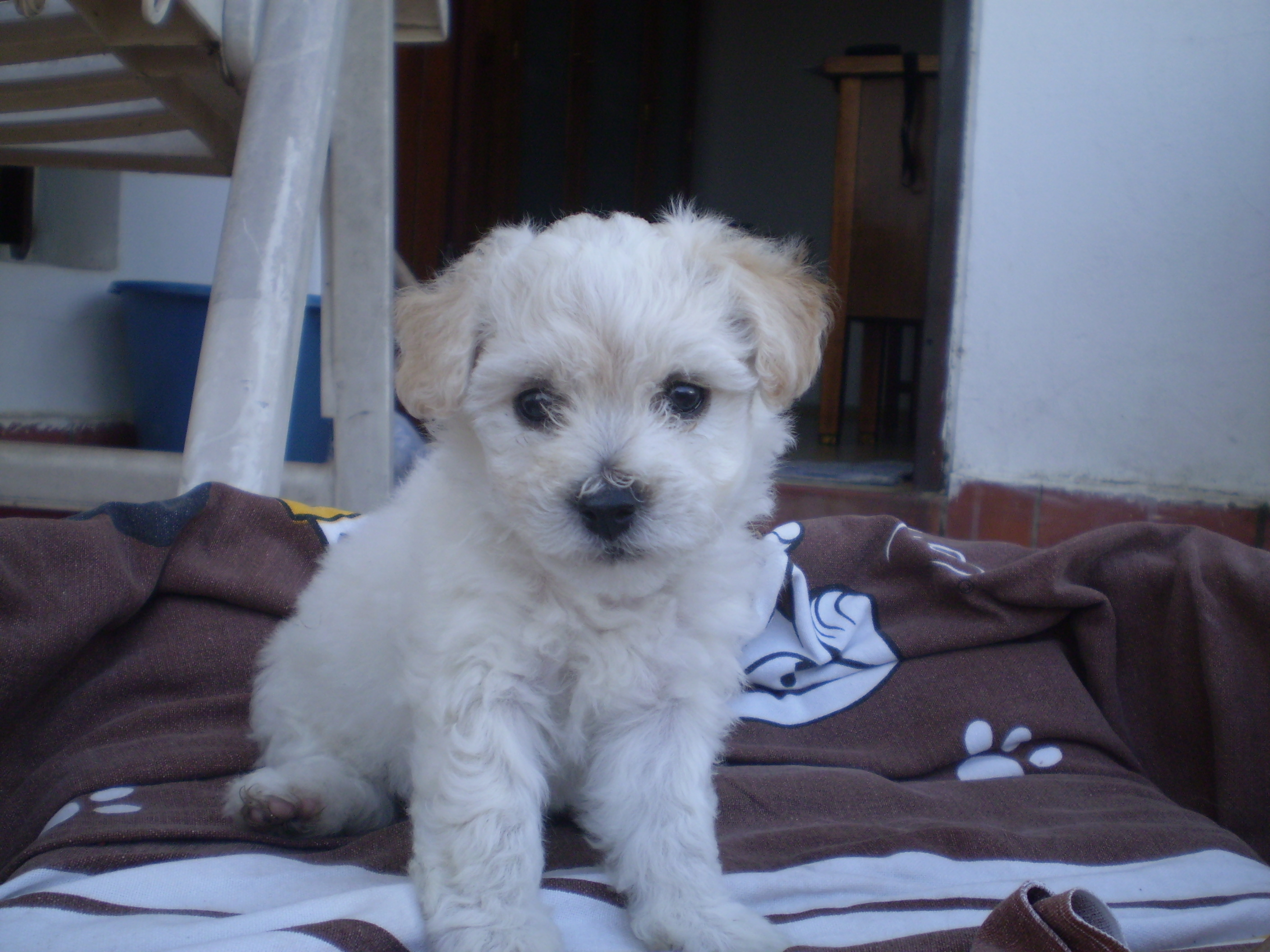
Szczenię rasy bichon frisé

Zaleca się szczotkowanie zębów co najmniej raz w tygodniu.